# Eric Rignot

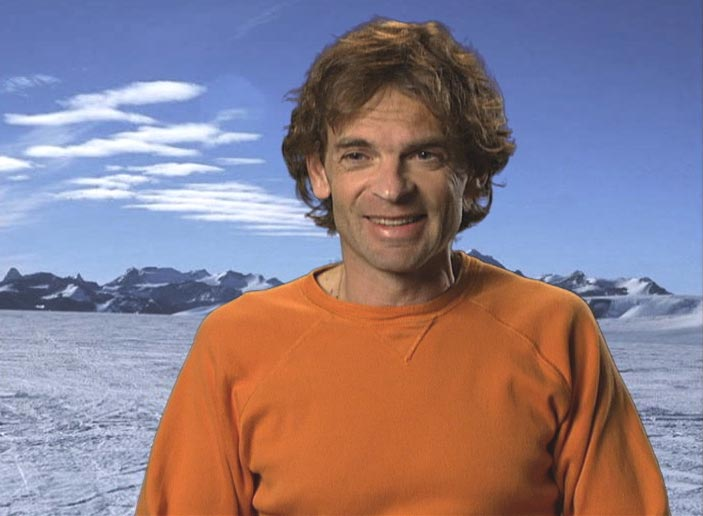
Eric Rignot

Eric J. Rignot (* 1960 oder 1961) ist ein US-amerikanischer Erdsystemwissenschaftler. Er ist Professor an der University of California, Irvine.

## Leben
Rignot erwarb im Jahr 1985 an der École Centrale des Arts et Manufactures einen Abschluss als Ingenieur. Es folgten Masterabschlüsse in Astronomie von der Universität Paris VI Pierre und Marie Curie (1986) sowie Elektrotechnik (1987) und Luft- und Raumfahrttechnik (1988) von der University of Southern California, an der er in dieser Zeit zudem als wissenschaftlicher Mitarbeiter tätig war. Er schloss im Jahr 1991 sein Promotionsstudium der Elektrotechnik ebendort ab. Ab 1988 war er in verschiedenen Rollen am Jet Propulsion Laboratory tätig. Seit 2007 ist er Professor für Erdsystemwissenschaften an der University of California, Irvine.
2018 wurde Rignot in die National Academy of Sciences gewählt, 2025 zum Mitglied der National Academy of Engineering.

## Wirken
Rignot arbeitet am Verständnis der Wechselwirkungen zwischen Eis und Klima, insbesondere zur Feststellung der Reaktion der Eisschichten in der Antarktis und auf Grönland auf die globale Erwärmung im kommenden Jahrhundert und des daraus folgenden Anstiegs des weltweiten Meeresspiegels. Bereits in einer Studie aus dem Jahr 2014 konnte er aufzeigen, dass die Eisschmelze in der Amundsensee einen „Punkt ohne Wiederkehr“ überschritten hat und daher unaufhaltsam fortschreiten wird (vgl. Kippelemente im Erdsystem). Für Aufmerksamkeit sorgte 2019 eine Studie von Rignot und Kollegen, in der anhand von Satellitenmessungen aufgezeigt werden konnte, dass sich die Verlustrate des antarktischen Eises in den letzten vier Jahrzehnten dramatisch beschleunigte, während der Schneenachschub relativ konstant blieb; das Abschmelzen des Eises verlief demnach schneller als zuvor angenommen und betraf nunmehr auch die bislang relativ stabile Ostantarktis. Das vollständige Abschmelzen des antarktischen Eisschildes würde den Meeresspiegel um etwa 60 Meter ansteigen lassen.
Rignot war am Vierten Sachstandsbericht des IPCC beteiligt.
Nach ihm wurde der Rignot-Gletscher benannt.

## Veröffentlichungen (Auswahl)
- Eric Rignot, Stanley Jacobs, Jérémie Mouginot, Bernd Scheuchl (2013). Ice-shelf melting around Antarctica. Science, 341(6143), 266–270. doi:10.1126/science.1235798
- Eric Rignot, Pannir Kanagaratnam (2006). Changes in the velocity structure of the Greenland Ice Sheet. Science, 311(5763), 986–990. doi:10.1126/science.1121381
- Eric Rignot, Jérémie Mouginot, Bernd Scheuchl, Michiel van den Broeke, Melchior J. van Wessem, Mathieu Morlighem (2019). Four decades of Antarctic Ice Sheet mass balance from 1979–2017. Proceedings of the National Academy of Sciences, 116(4), 1095–1103. doi:10.1073/pnas.1812883116